# Rettenbach 12 (Sankt Englmar)

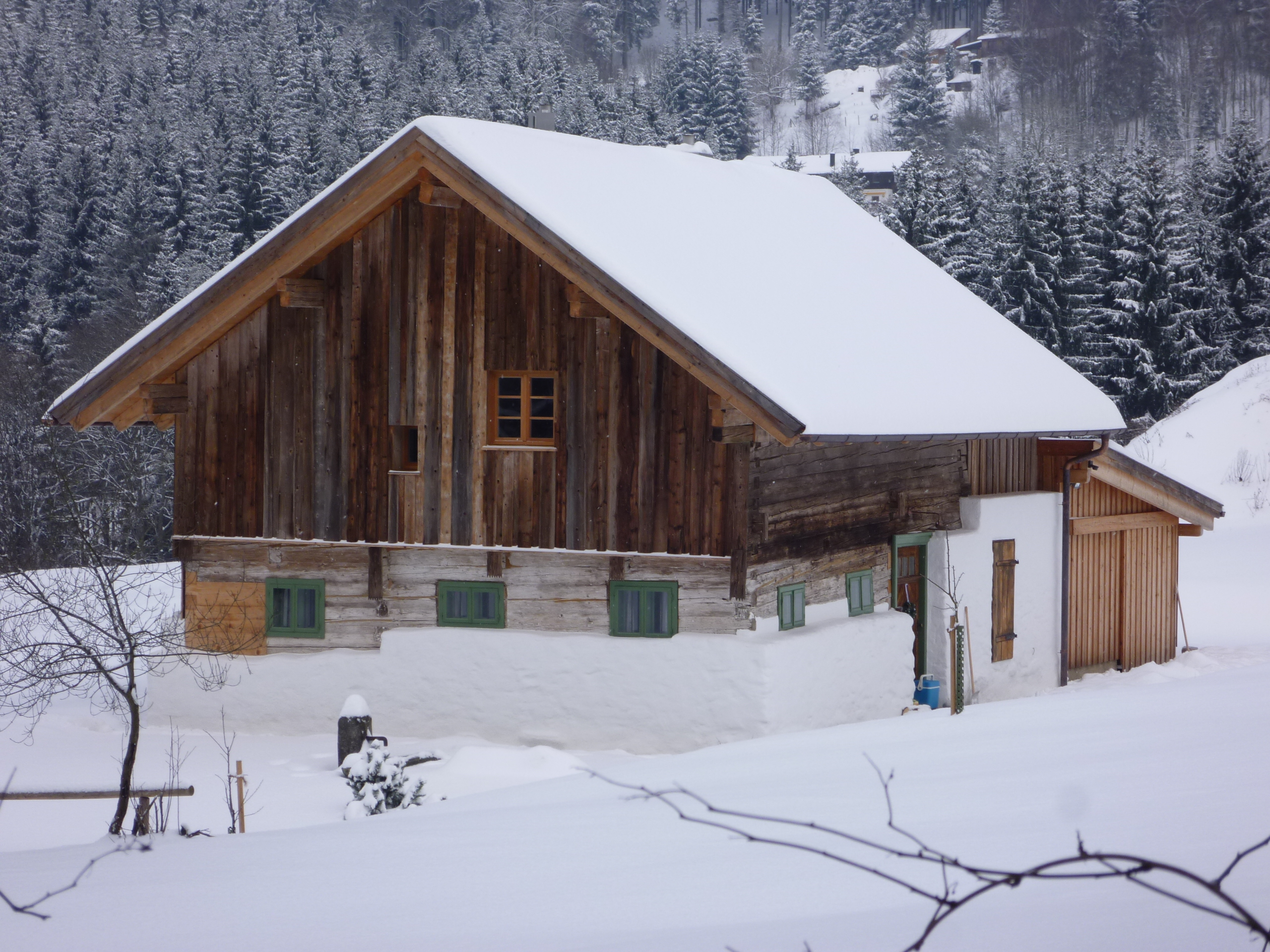
Waldlerhaus im Winter 2016/2017

Das Waldlerhaus Rettenbach 12 in Rettenbach, einem Dorf der Gemeinde Sankt Englmar im niederbayerischen Landkreis Straubing-Bogen, ist ein 1674 errichteter Einfirsthof. Das ehemalige Kleinbauernhaus ist ein geschütztes Baudenkmal.

## Beschreibung
Der Wohnbereich des eingeschossigen Baus mit Satteldach und Kniestock ist nach Südwest ausgerichtet und hat einen Aufbau in Blockbauweise auf einem halbhohen Bruchsteinmauerwerk. Der Blockbau ist bauzeitlich, das Dach wurde später aufgesteilt. Die ehemalige Stallung liegt im Nordosten des Hauptgebäudes. Es schließt sich ein früher als Scheune genutzter Holzanbau mit Pultdach an.
Familie Dietl erhielt im Jahr 2017 die Denkmalschutzmedaille des Freistaates Bayern für die vorbildliche Renovierung des Baudenkmals.